# Ung (comitaat)
Het comitaat Ung (Latijn: comitatus Unghvariensis, Hongaars: Ung vármegye) is een historisch Hongaars comitaat, dat bestond tussen de 11e eeuw en 1920. Daarna hoorde het tussen 1920 en 1945 bij Tsjecho-Slowakije en sindsdien behoort het grootste deel (twee derde) eerst tot de Sovjet-Unie (tussen 1945 en 1991) en sinds 1991 tot Oekraïne en een derde deel tot Slowakije. Het huidige Oekraïense deel is de oblast Transkarpatië. Een heel klein deel rond de Hongaarse stad Záhony bleef in 1920 bij Hongarije. Tussen 1938 en 1945 was een klein deel in het westen weer Hongaars.
Tussen de 11e eeuw en 16e eeuw het kasteel van Ung. Sinds de 16e eeuw was de hoofdstad Oezjhorod. Tussen de jaren 1547 en 1551, in 1600, tussen 1622 en 1629, en in het jaar 1645, behoorde het gebied tot het vorstendom Transsylvanië.

## Ligging
Het comitaat grensde in het noorden aan het Oostenrijkse kroonland Galicië tussen 1772 en 1918 (tot 1772 Pools grondgebied), in het oosten en zuidoosten aan het comitaat Bereg, een klein deel in het zuiden aan het comitaat Szabolcs en in het westen aan het comitaat Zemplén.
Een deel van het gebied ligt in de Woudkarpaten in het noorden (van het toenmalige comitaat), in het zuiden werd het gebied door de rivieren de Theiss en Latorica begrensd en de rivier de Laborec begrensde het gebied in het westen.
Door het gebied stroomden de rivieren de Latorica en de Oezj (Hongaars: Ung) waarnaar het gebied is vernoemd.

## Deelgebieden
| Deelgebieden (járások)                  | Deelgebieden (járások) |
| Deelgebied                              | Hoofdstad              |
| --------------------------------------- | ---------------------- |
| Ungvár                                  | Oezjhorod              |
| Nagykapos                               | Veľké Kapušany         |
| Szobránc                                | Sobrance               |
| Nagyberezna                             | Welykyj Beresnyj       |
| Perecseny                               | Peretschyn             |
| Szerednye                               | Serednje               |
| Stadsdistrict (rendezett tanácsú város) |                        |
| Oezjhorod                               |                        |

De gebieden Veľké Kapušany en Sobrance liggen in Slowakije, de andere gebieden in Oekraïne.